# Pterosemopsis
Pterosemopsis is een geslacht van vliesvleugeligen uit de familie Pteromalidae. De wetenschappelijke naam van dit geslacht is voor het eerst geldig gepubliceerd in 1917 door Girault.

## Soorten
Het geslacht Pterosemopsis omvat de volgende soorten:
- Pterosemopsis eilogoa Boucek, 1988
- Pterosemopsis javensis Girault, 1917